# 安徽洞叶蛛
安徽洞叶蛛（学名：Cicurina anhuiensis）为卷叶蛛科洞叶蛛属的动物。在中国大陆，分布于安徽等地，主要生活于落叶层。该物种的模式产地在安徽屯溪。